# Władysław Kopeć
Władysław Franciszek Kopeć (ur. 17 września 1916 w Lackawanna (USA), zm. 12 stycznia 1971 w Warszawie) – polski polityk.
Syn Wojciecha i Katarzyny. W okresie międzywojennym oraz podczas okupacji pracował jako pomoc buchaltera w Zakładach Przemysłowych G. Franckiego Nisko n. Sanem (1937–1938), buchalter, kalkulator w Zakładach Południowych Stalowa Wola (1938–1941), rachmistrz Komieź Gmina Zbiszowa pow. Nisko (1942–1943), kasjer w Okręgowej Mleczarni Nisko (1943–1944), referent w Starostwie Powiatowym Nisko (1944). W latach 1944–1945 służył w Wojsku Polskim.
Po II wojnie światowej od maja 1945 do stycznia 1947 był posłem do KRN. Od lipca 1945 do grudnia 1947 należał do PPS, a od 15 grudnia 1948 do PZPR. Pracował jako referent, kierownik w Społecznym Przedsiębiorstwie Budowlanym w Gdańsku (1946–1949), dyrektor w Społecznym Przedsiębiorstwie Budowlanym w Lublinie (1950–1951), dyrektor administracyjny w Centralnym Zarządzie Budownictwa Przemysłowego „Północ” w Warszawie (1951), dyrektor Gabinetu Ministra w Ministerstwie Budownictwa Przemysłowego (1951–1952), dyrektor Centralnego Zarządu Budownictwa Wojskowego w Warszawie (1952–1956). Od 14 listopada 1956 do 27 lutego 1957 był kierownikiem w Ministerstwie Budownictwa, od marca 1957 do maja 1963 podsekretarzem stanu w Ministerstwie Budownictwa i Przemysłu Materiałów Budowlanych, od maja 1963 do maja 1970 podsekretarzem stanu w Ministerstwie Rolnictwa.
Pochowany na Cmentarzu Wojskowym na Powązkach (kwatera A 32-1-5).

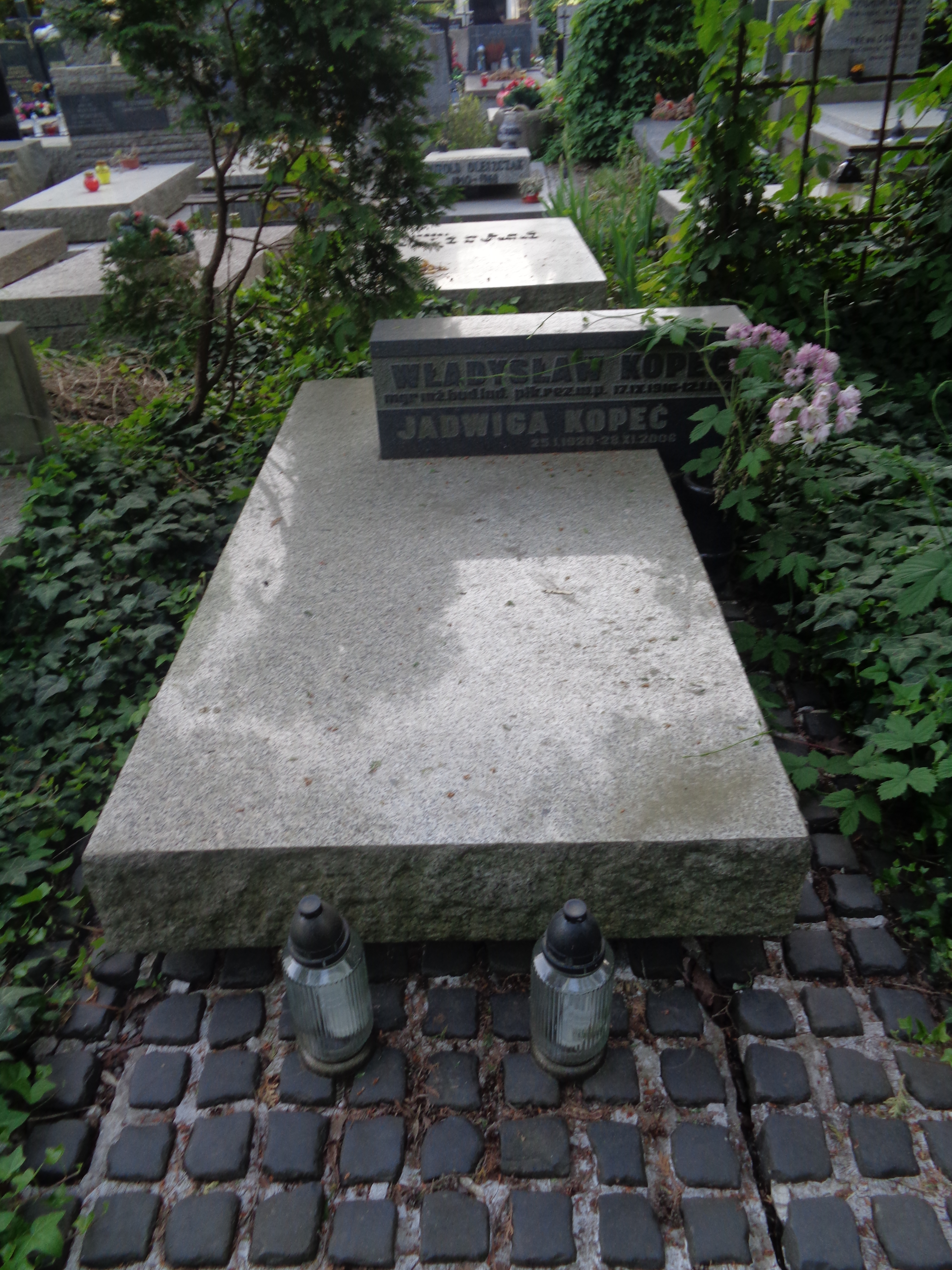
Grób Władysława Kopcia na Cmentarzu Wojskowym na Powązkach

## Odznaczenia
- Złota Odznaka honorowa „Za Zasługi dla Warszawy” (17 stycznia 1963)[1]